# Estação Pereire
Pereire é uma estação da linha 3 do Metrô de Paris, localizada no 17.º arrondissement de Paris.

## Localização
A estação está localizada na avenue de Villiers ao nível da place du Maréchal-Juin.

## História

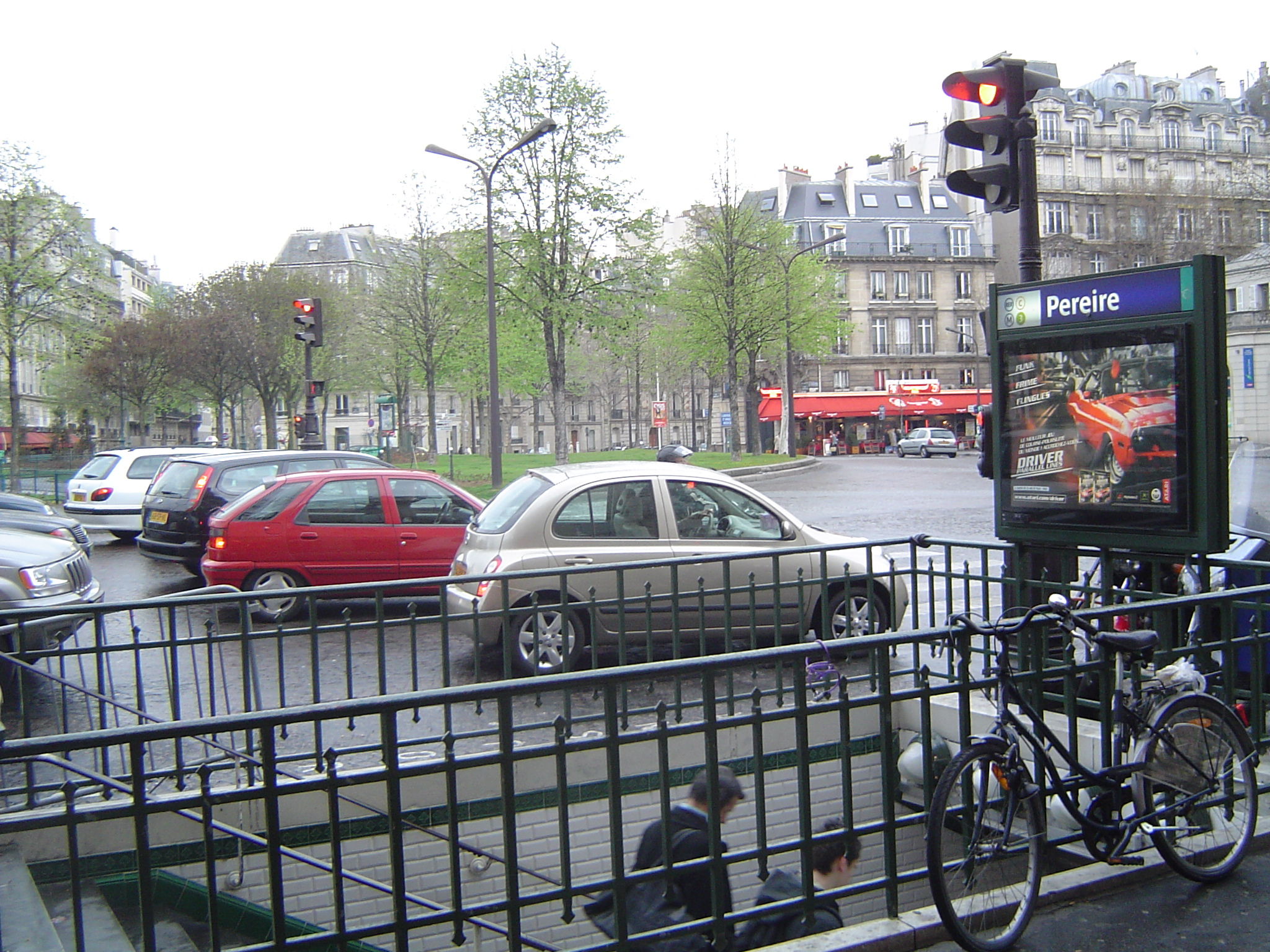
Entrada da estação Pereire.

Esta estação deve o seu nome à sua proximidade do boulevard Pereire, cujo nome faz homenagem aos irmãos Péreire, Emile (1800-1875) e Isaac (1806-1880), fundadores da Compagnie des chemins de fer du Midi. Ela tem como subtítulo Maréchal Juin, devido à sua localização na praça homônima denominada assim, por decreto municipal de 6 de abril de 1973, em homenagem ao marechal Alphonse Juin. Este subtítulo não é no entanto indicado nos mapas.
Em 2011, 4 678 888 passageiros entraram nesta estação. Ela viu entrar 4 787 487 passageiros em 2013, o que a coloca na 92ª posição das estações de metrô por sua frequência.

## Serviços aos Passageiros

### Acesso
A estação tem dois acessos estabelecidos na place du Maréchal-Juin: um à direita do n° 1, o outro na extremidade do square Albert-Besnard situada em seu centro.

### Plataformas
Pereire é uma estação de configuração padrão: ela possui duas plataformas laterais separadas pelas vias do metrô e a abóbada é elíptica. A decoração é do estilo usado pela maioria das estações de metrô: as faixas de iluminação são brancas e arredondadas no estilo "Gaudin" da renovação do metrô da década de 2000, e as telhas de cerâmica brancas biseladas recobrem os pés-direitos, a abóbada e os tímpanos. Os quadros publicitários são metálicos e o nome da estação é inscrito em fonte Parisine em placas esmaltadas. As plataformas são equipadas com barras "assis-debout" de cor azul.

### Intermodalidade
A estação é servida pelas linhas 84, 92, 93 e 341 da rede de ônibus RATP, pelo serviço Pereire - Pont Cardinet da rede de ônibus SNCF Transilien e, à noite, pelas linhas N16, N52 e N152 da rede de ônibus Noctilien. Ela também está em correspondência com a estação de Pereire - Levallois do RER C.